# Tapputi
Tapputi, auch Tapputi-Belatekallim genannt (wobei die Bezeichnung Belatekallim auf eine weibliche Aufseherin eines Palastes hinweist) war eine Chemikerin und  Parfümeurin.
Sie gilt als die erste überlieferte Chemikerin der Welt. Sie wurde auf einer Keilschrifttafel im babylonischen Mesopotamien um 1200 v. Chr. als Herstellerin eines Parfüms erwähnt. Sie soll dazu unter anderem Öle aus Blumenblättern, Kalmus, Zypergräsern, und Myrrhe verwendet haben. Sie fügte dem Ölgemisch noch Wasser oder andere Lösungsmittel hinzu und destillierte und filterte dann mehrmals. Sie arbeitete mit einer ebenfalls auf der Keilschrifttafel erwähnten Forscherin namens [...]ninu (der erste Teil ihres Namens ging auf der Tafel verloren) zusammen.